# Stroomstootschakelaar

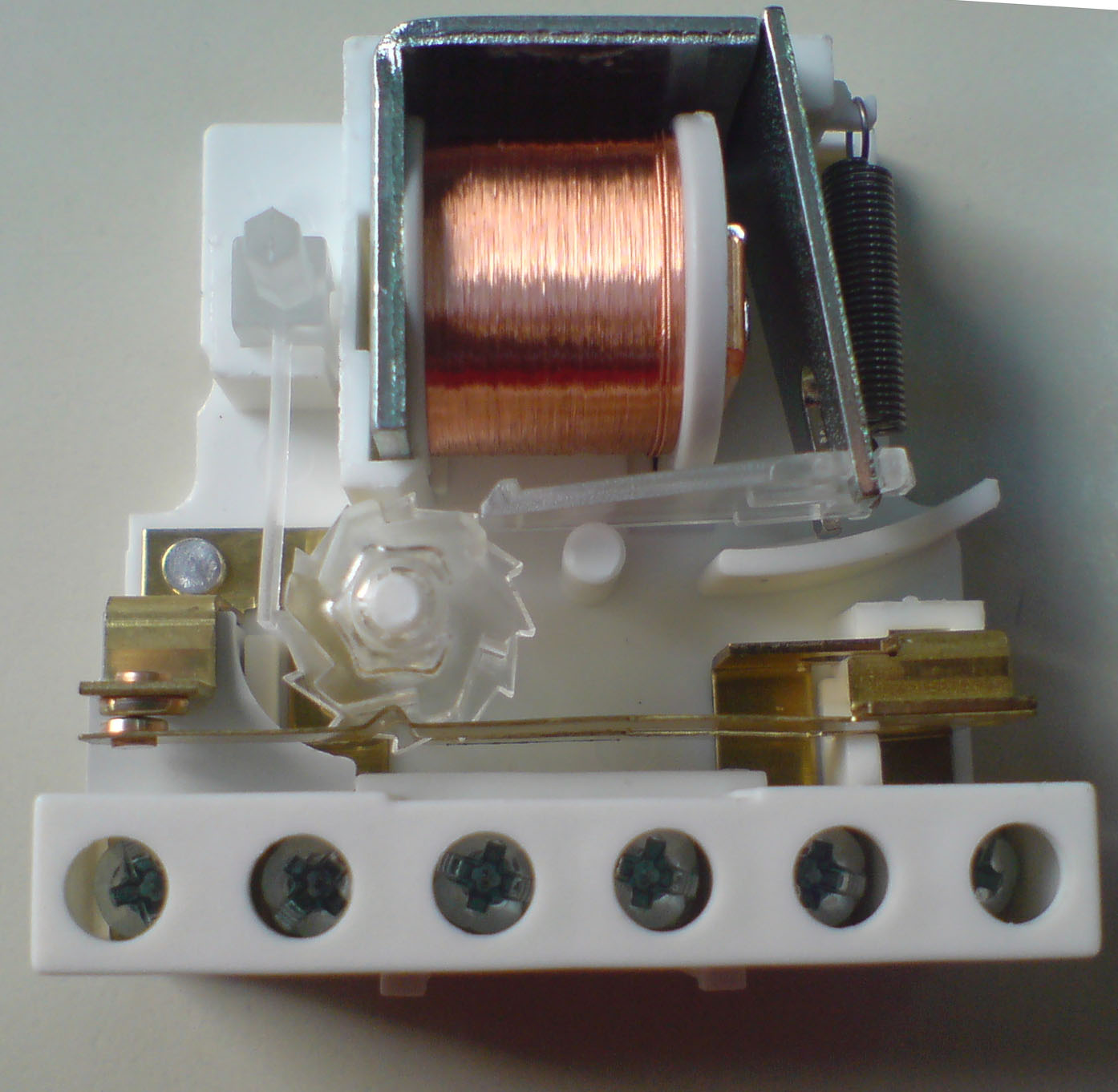
Elektomechanische stroomstootschakelaar voor montage in een inbouwdoos

Een stroomstootschakelaar, impulsschakelaar of teleruptor is een op afstand bediend bistabiel relais, waarvan een of meer schakelcontacten bij elke stroompuls van stand veranderen. De nieuwe stand blijft tot een volgende puls hetzelfde. 
Een impulsrelais biedt voordelen boven gewone monostabiele relais in schakelingen waarin het relais gedurende langere tijd in dezelfde stand moet blijven staan en waar een zo laag mogelijke stroomopname van belang is. De verhoogde contactdruk die onafhankelijk is van de bekrachtiging en daardoor een grotere betrouwbaarheid oplevert, is een ander voordeel. De onafhankelijkheid van spanningsuitval kan ook een voordeel zijn.
Een stroomstootschakelaar is zo gebouwd dat het schakelcontact bij elke korte stroompuls door de ingebouwde spoel van stand verandert. Het relais behoudt die stand tot de volgende puls. Het vasthouden van het anker in een van de twee posities kan langs mechanische, of permanent magnetische weg worden geregeld.
Het impulsrelais wordt gebruikt daar waar iets op afstand, vanaf verschillende plaatsen moet worden bediend. Het wordt in de verlichtingstechniek veel toegepast om verlichting door middel van drukknopbediening op afstand in en uit te schakelen, of ook wel om deze stapsgewijs te dimmen. Het kan een kruisschakeling van enige omvang door materiaalbesparing voordelig vervangen.

## Schema's en tekeningen

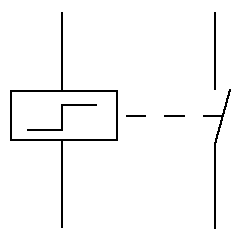
Symbool van een stroomstootschakelaar
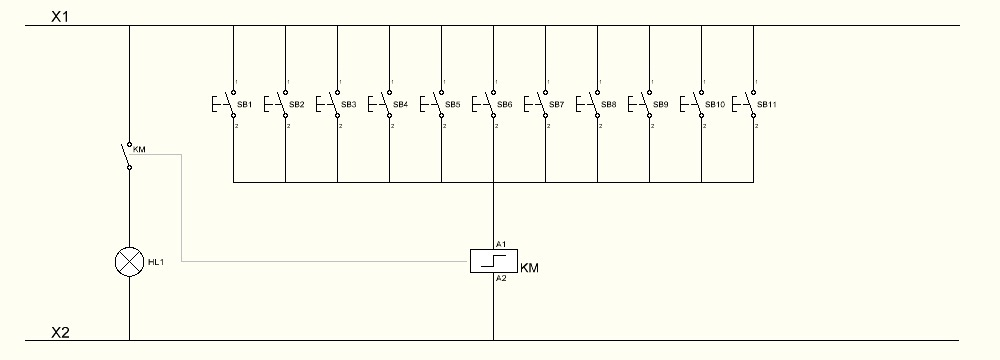
Schema met meerdere drukknoppen
Werkingsprincipe van een elektomechanische stroomstootschakelaar

## Websites
- Eltako. Elektronische impulsschakelaars/teleruptoren – de geluidloze revolutie.